# Armadillidium savonense
Armadillidium savonense là một loài chân đều trong họ Armadillidiidae. Loài này được Verhoeff miêu tả khoa học năm 1928.